# Ruryk Rościsławicz (książę przemyski)
Ruryk Rościsławicz (zm. 1092) – książę przemyski od 1085.
Prawnuk Jarosława Mądrego, syn Rościsława Włodzimierzowicza i księżniczki węgierskiej, starszy brat Wołodara i Wasylka.
Określany jest później mianem izgoja na dworze Jaropełka Izjasławicza w Włodzimierzu. Wspólnie z braćmi wygnał Jaropełka z tronu i współrządził Wołyniem. W 1085 roku, z woli Wsiewołoda Jarosławicza kijowskiego został pierwszym księciem przemyskim. 